# (837) Schwarzschilda
(837) Schwarzschilda ist ein Asteroid des Hauptgürtels, der am 23. September 1916 vom deutschen Astronomen Max Wolf in Heidelberg entdeckt wurde.
Der Asteroid ist nach dem deutschen Astronomen Karl Schwarzschild benannt.